# Spada Veralli
Gli Spada (poi Spada Veralli, infine Spada Veralli Potenziani) sono stati una famiglia principesca romana, proveniente dalla Romagna.

## Storia
Secondo la tradizione, la famiglia Spada era originaria di Gubbio e si trasferì in Romagna nel XIII secolo. Nel 1208 Ugo di Bernardino Spada possedeva diverse signorie; nei secoli successivi la famiglia acquisì altri possedimenti e raggiunse l'apice della ricchezza nel XVI secolo, ai tempi di Paolo Spada, tesoriere di Romagna e consigliere di Stato pontificio sotto papa Pio V.
Suo figlio, il cardinale Bernardino Spada, nato a Brisighella e nunzio a Parigi prima di venire elevato alla sacra porpora nel 1626, acquisì nel 1632 un edificio signorile in piazza Capodiferro a Roma (poi chiamato Palazzo Spada), e ne affidò un radicale restauro a Francesco Borromini.
Attraverso il matrimonio di Orazio Spada con Maria Veralli, il marchesato di Castel Viscardo passò alla famiglia Spada. Nel 1777 Pio VI elevò poi questo feudo a principato, in favore di Giuseppe Spada Veralli.
Maria Spada Veralli sposò il principe Giovanni Potenziani, nato Grabinski. Dalla loro unione nacque l'ultimo erede degli Spada Veralli: Ludovico Spada Veralli Potenziani, Governatore di Roma (1880-1971). Dalla prima consorte, Maria Papadopoli Aldobrandini, il principe Ludovico ebbe l'unica figlia, Myriam, che sposò Gaetano Parente ma morì senza prole. Al marito era stata conferita la dignità principesca ad personam: nel 1951, dalla seconda moglie inglese, Parente ebbe un figlio di secondo letto, che, in quanto estraneo agli Spada Veralli, non ebbe diritto di ereditarne i titoli e i beni.

## Personaggi eminenti
- Paolo Spada
- Bernardino Spada
- Fabrizio Spada
- Alessandro Spada Veralli
- Ludovico Spada Veralli Potenziani

## Principi di Castel Viscardo
- Giuseppe Niccolò Spada Veralli (1752-1840), I principe di Castel Viscardo
- Clemente Spada Veralli (1778-1866), II principe di Castel Viscardo
  - Vincenzo Spada Veralli (1821-1855), principe ereditario
- Federico Augusto Spada Veralli (1847-1921), III principe di Castel Viscardo
- Ludovico Spada Veralli Potenziani Grabinski (1880-1971), IV principe di Castel Viscardo, nipote del precedente
- Gaetano Parente, V principe di Castel Viscardo, genero del precedente

## Albero genealogico della famiglia Spada
Sono riportati i membri titolati della famiglia
|                                                                                   |                                                                                   |                                                                                     |                                                                                     |                                                                   |                                                                  | | |                                                                                            | | |                                                                                            | | |                                    |
|                                                                                   |                                                                                   |                                                                                     |                                                                                     |                                                                   |                                                                  | | | Giacomo *1502 †1566 Isotta Vespignani                                                      | | |                                                                                            | | |                                    |
|                                                                                   |                                                                                   |                                                                                     |                                                                                     |                                                                   |                                                                  | | |                                                                                            | | |                                                                                            | | |                                    |
|                                                                                   |                                                                                   |                                                                                     |                                                                                     |                                                                   |                                                                  | | |                                                                                            | | |                                                                                            | | |                                    |
|                                                                                   |                                                                                   |                                                                                     |                                                                                     |                                                                   |                                                                  | | | Paolo *1541 †1631 1.Francesca Ricciardelli 2.Daria Albicini                                | | |                                                                                            | | |                                    |
|                                                                                   |                                                                                   |                                                                                     |                                                                                     |                                                                   |                                                                  | | |                                                                                            | | |                                                                                            | | |                                    |
|                                                                                   |                                                                                   |                                                                                     |                                                                                     |                                                                   |                                                                  | | |                                                                                            | | |                                                                                            | | |                                    |
|                                                                                   |                                                                                   |                                                                                     | 1.Giacomo Filippo *1576 †1636 Cornelia Buonaccorsi                                  | 1.Giacomo Filippo *1576 †1636 Cornelia Buonaccorsi                |                                                                  | | |                                                                                            | | | 2.Francesco *1593 †1643 1.Cecilia Severoli 2.Carlotta Sangiorgi 3.Ottavia Malaspina        | 2.Francesco *1593 †1643 1.Cecilia Severoli 2.Carlotta Sangiorgi 3.Ottavia Malaspina                     | 2.Bernardino *1594 †1661 cardinale                                                                      | 2.Bernardino *1594 †1661 cardinale |
|                                                                                   |                                                                                   |                                                                                     |                                                                                     |                                                                   |                                                                  | | |                                                                                            | | |                                                                                            | | |                                    |
|                                                                                   |                                                                                   |                                                                                     |                                                                                     |                                                                   |                                                                  | | |                                                                                            | | |                                                                                            | | |                                    |
|                                                                                   | Gregorio, I marchese di Montevescovo *1615 †1686 Camilla Fantuzzi                 | Gregorio, I marchese di Montevescovo *1615 †1686 Camilla Fantuzzi                   |                                                                                     |                                                                   |                                                                  | Rodolfo, I marchese ex uxore di Roncofreddo *? †? Claudia Margherita Malatesta, marchesa di Roncofreddo | Rodolfo, I marchese ex uxore di Roncofreddo *? †? Claudia Margherita Malatesta, marchesa di Roncofreddo |                                                                                            | | 1.Orazio, I marchese ex uxore di Castel Viscardo *1613 †1687 Maria Veralli                                                         | 1.Orazio, I marchese ex uxore di Castel Viscardo *1613 †1687 Maria Veralli                 | 3.Carlo Francesco, I marchese ex uxore di Castel Giorgio *1643 †1724 Ippolita Rosari senza eredi maschi | 3.Carlo Francesco, I marchese ex uxore di Castel Giorgio *1643 †1724 Ippolita Rosari senza eredi maschi |                                    |
|                                                                                   |                                                                                   |                                                                                     |                                                                                     |                                                                   |                                                                  | | |                                                                                            | | |                                                                                            | | |                                    |
|                                                                                   |                                                                                   |                                                                                     |                                                                                     |                                                                   |                                                                  | | |                                                                                            | | |                                                                                            | | |                                    |
| Giacomo Filippo Amadore, II marchese di Montevescovo *1656 †1706 Eleonora Caprara | Giacomo Filippo Amadore, II marchese di Montevescovo *1656 †1706 Eleonora Caprara | Francesco Maria Aleramo, III marchese di Montevescovo *1661 †1723 Violante Malvasia | Francesco Maria Aleramo, III marchese di Montevescovo *1661 †1723 Violante Malvasia |                                                                   |                                                                  | Muzio, II marchese di Roncofreddo *1661 †1710 Luigia Rangoni                                            | Muzio, II marchese di Roncofreddo *1661 †1710 Luigia Rangoni                                            |                                                                                            | SPADA VERALLI Bernardino, II marchese di Castel Viscardo *1638 †1716 Vittoria Patrizi                                              | SPADA VERALLI Bernardino, II marchese di Castel Viscardo *1638 †1716 Vittoria Patrizi                                              | Fabrizio *1643 †1717 cardinale                                                             | Fabrizio *1643 †1717 cardinale                                                                          | |                                    |
|                                                                                   |                                                                                   |                                                                                     |                                                                                     |                                                                   |                                                                  | | |                                                                                            | | |                                                                                            | | |                                    |
|                                                                                   |                                                                                   |                                                                                     |                                                                                     |                                                                   |                                                                  | | |                                                                                            | | |                                                                                            | | |                                    |
|                                                                                   | Giuseppe Nicola, IV marchese di Montevescovo *1712 †1752 senza discendenza        | Giuseppe Nicola, IV marchese di Montevescovo *1712 †1752 senza discendenza          | Margherita *1719 †? Egano Lambertini, marchese di Poggio Renatico                   | Margherita *1719 †? Egano Lambertini, marchese di Poggio Renatico | Leonida Maria, III marchese di Roncofreddo *1686 †1763 ?         | Leonida Maria, III marchese di Roncofreddo *1686 †1763 ?                                                | Muzio *c.1687 †? Anna Pepoli                                                                            | Muzio *c.1687 †? Anna Pepoli                                                               | Clemente, III marchese di Castel Viscardo *1679 †1759 Maria Pulcheria Rocci senza eredi maschi                                     | Clemente, III marchese di Castel Viscardo *1679 †1759 Maria Pulcheria Rocci senza eredi maschi                                     |                                                                                            | | |                                    |
|                                                                                   |                                                                                   |                                                                                     |                                                                                     |                                                                   |                                                                  | | |                                                                                            | | |                                                                                            | | |                                    |
|                                                                                   |                                                                                   |                                                                                     |                                                                                     |                                                                   |                                                                  | | |                                                                                            | | |                                                                                            | | |                                    |
|                                                                                   |                                                                                   |                                                                                     |                                                                                     |                                                                   | Muzio, IV marchese di Roncofreddo *? †? ?                        | Muzio, IV marchese di Roncofreddo *? †? ?                                                               | SPADA VERALLI Giuseppe Niccolò, I principe di Castel Viscardo *1752 †1840 Giacinta Ruspoli              | SPADA VERALLI Giuseppe Niccolò, I principe di Castel Viscardo *1752 †1840 Giacinta Ruspoli | | |                                                                                            | | |                                    |
|                                                                                   |                                                                                   |                                                                                     |                                                                                     |                                                                   |                                                                  | | |                                                                                            | | |                                                                                            | | |                                    |
|                                                                                   |                                                                                   |                                                                                     |                                                                                     |                                                                   |                                                                  | | |                                                                                            | | |                                                                                            | | |                                    |
|                                                                                   |                                                                                   |                                                                                     |                                                                                     |                                                                   |                                                                  | Clemente, II principe di Castel Viscardo *1778 †1866 Maria di Beaufort-Spontin                          | Clemente, II principe di Castel Viscardo *1778 †1866 Maria di Beaufort-Spontin                          | Alessandro *1787 †1843 cardinale                                                           | Alessandro *1787 †1843 cardinale                                                                                                   | |                                                                                            | | |                                    |
|                                                                                   |                                                                                   |                                                                                     |                                                                                     |                                                                   |                                                                  | | |                                                                                            | | |                                                                                            | | |                                    |
|                                                                                   |                                                                                   |                                                                                     |                                                                                     |                                                                   |                                                                  | | |                                                                                            | | |                                                                                            | | |                                    |
|                                                                                   |                                                                                   |                                                                                     |                                                                                     | Maria *1811 †1841 Girolamo Sacchetti, V marchese di Castelromano  | Maria *1811 †1841 Girolamo Sacchetti, V marchese di Castelromano | Teresa *1815 †1874                                                                                      | Teresa *1815 †1874                                                                                      | Vincenzo *1821 †1855 Lucrezia Fieschi-Ravaschieri                                          | Vincenzo *1821 †1855 Lucrezia Fieschi-Ravaschieri                                                                                  | |                                                                                            | | |                                    |
|                                                                                   |                                                                                   |                                                                                     |                                                                                     |                                                                   |                                                                  | | |                                                                                            | | |                                                                                            | | |                                    |
|                                                                                   |                                                                                   |                                                                                     |                                                                                     |                                                                   |                                                                  | | |                                                                                            | | |                                                                                            | | |                                    |
|                                                                                   |                                                                                   |                                                                                     |                                                                                     |                                                                   |                                                                  | Federico Augusto, III principe di Castel Viscardo *1847 †1921 senza discendenza                         | Federico Augusto, III principe di Castel Viscardo *1847 †1921 senza discendenza                         | Maria Luisa *1853 †1902 Giovanni Potenziani                                                | Maria Luisa *1853 †1902 Giovanni Potenziani                                                                                        | Olga *1855 †1934 Astorre Gabrielli di Montevecchio-Martinozzi-Benedetti duca di Ferentillo                                         | Olga *1855 †1934 Astorre Gabrielli di Montevecchio-Martinozzi-Benedetti duca di Ferentillo | | |                                    |
|                                                                                   |                                                                                   |                                                                                     |                                                                                     |                                                                   |                                                                  | | |                                                                                            | | |                                                                                            | | |                                    |
|                                                                                   |                                                                                   |                                                                                     |                                                                                     |                                                                   |                                                                  | | |                                                                                            | | |                                                                                            | | |                                    |
|                                                                                   |                                                                                   |                                                                                     |                                                                                     |                                                                   |                                                                  | | Beatrice *1873 †1959 Vincenzo Fieschi Ravaschieri, duca di Roccapiemonte                                | Beatrice *1873 †1959 Vincenzo Fieschi Ravaschieri, duca di Roccapiemonte                   | SPADA VERALLI POTENZIANI Ludovico, IV principe ex matre di Castel Viscardo *1880 †1971 1.Maria Maddalena Papadopoli 2.Sita Halenke | SPADA VERALLI POTENZIANI Ludovico, IV principe ex matre di Castel Viscardo *1880 †1971 1.Maria Maddalena Papadopoli 2.Sita Halenke |                                                                                            | | |                                    |
|                                                                                   |                                                                                   |                                                                                     |                                                                                     |                                                                   |                                                                  | | |                                                                                            | | |                                                                                            | | |                                    |
|                                                                                   |                                                                                   |                                                                                     |                                                                                     |                                                                   |                                                                  | | |                                                                                            | | |                                                                                            | | |                                    |
|                                                                                   |                                                                                   |                                                                                     |                                                                                     |                                                                   |                                                                  | | | 1.Myriam *1903 †1961 Gaetano Parente, ex uxore V principe di Castel Viscardo               | 1.Myriam *1903 †1961 Gaetano Parente, ex uxore V principe di Castel Viscardo                                                       | 1.Giovanni *1909 †1909 estinzione della casata                                                                                     | 1.Giovanni *1909 †1909 estinzione della casata                                             | | |                                    |

## Luoghi e architetture
- Palazzo Spada, Roma
- Villa Spada al Gianicolo, Roma
- Castello di Madonna, Castel Viscardo
- Palazzo del Drago, Bolsena

## Galleria d'immagini

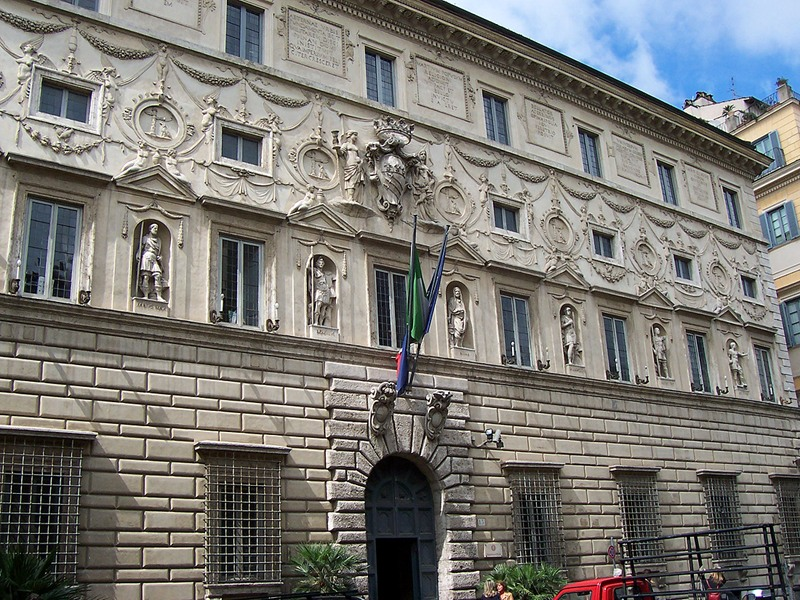
Palazzo Spada, Roma
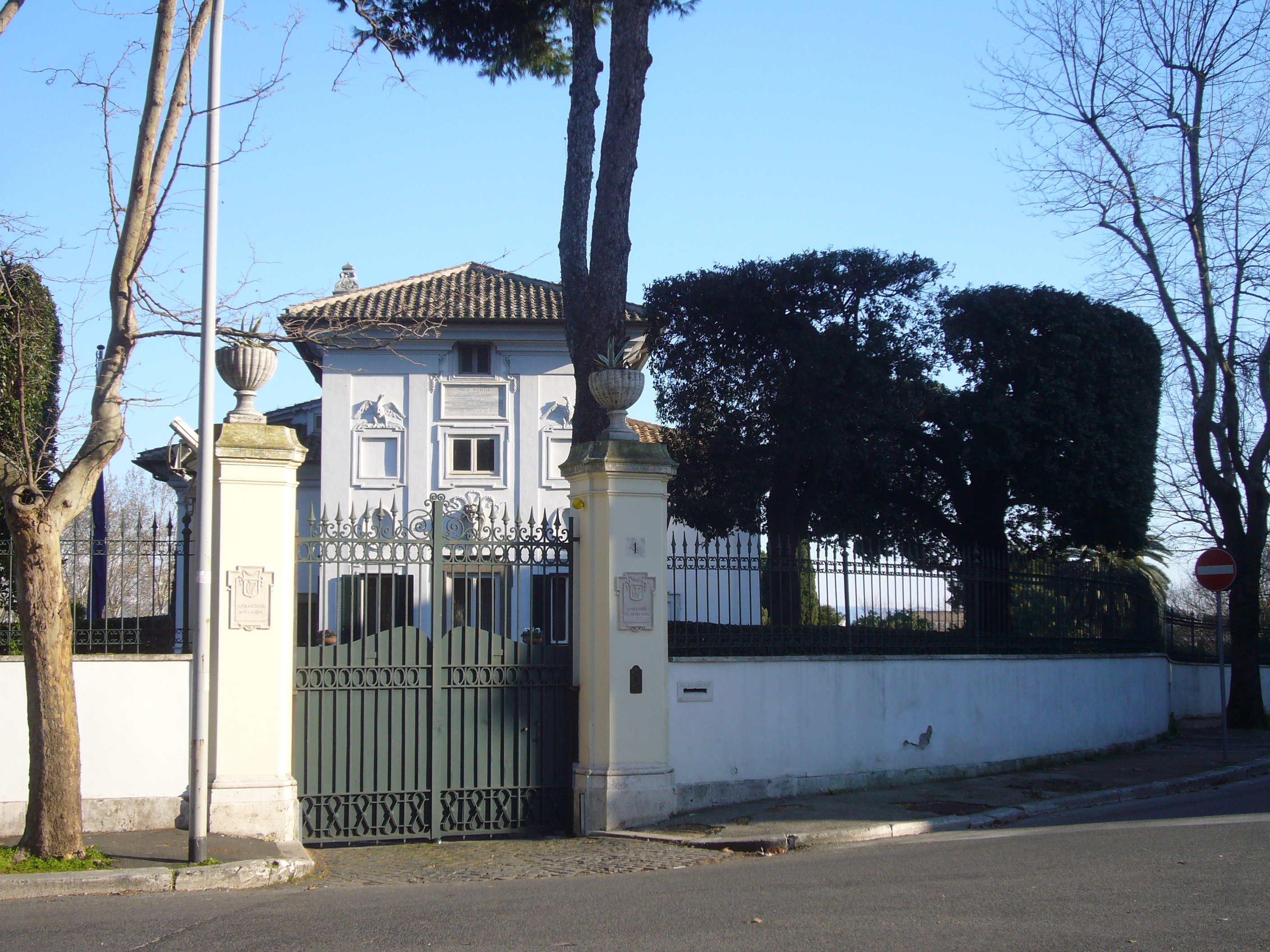
Villa Spada al Gianicolo, Roma
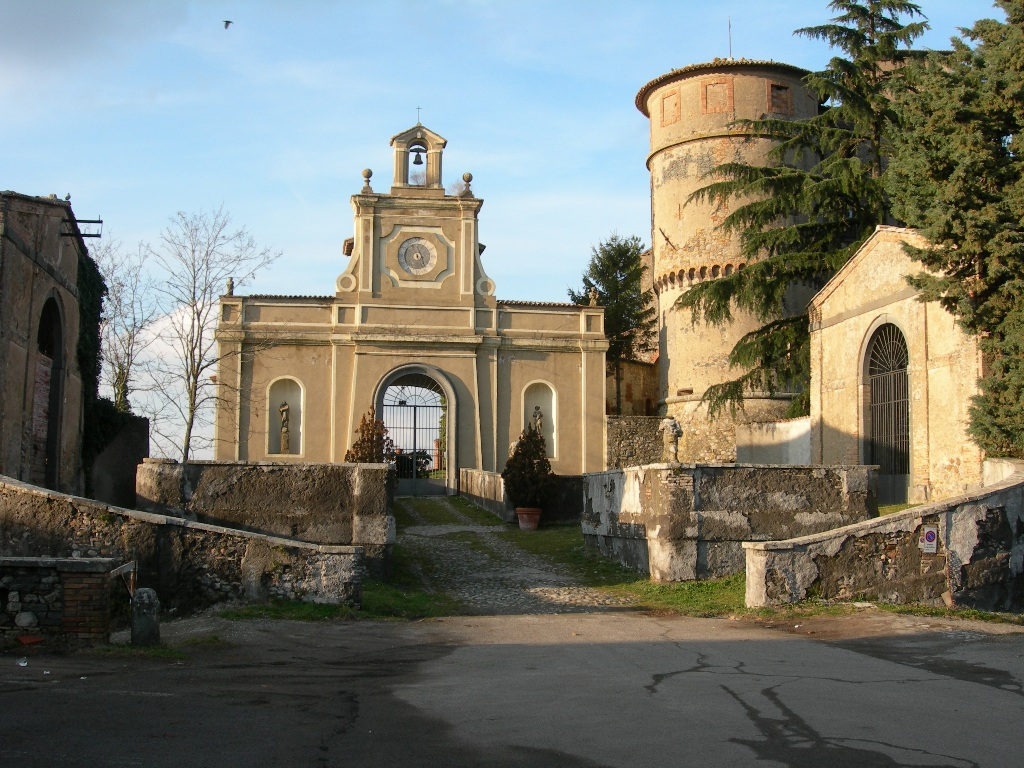
Il castello di Madonna Antonia, Castel Viscardo